# Lista de títulos e honrarias de Leonor, Princesa das Astúrias
Leonor (nascida a 31 de outubro de 2005) tem recebido títulos e distinções honorárias desde seu nascimento. Enquanto Princesa das Astúrias e herdeira aparente do trono espanhol enquanto futura Rainha, Leonor recebeu diversas honras e condecorações espanholas e estrangeiras, outorgadas pela Coroa espanhola.

## Títulos reais e tratamento
- 31 de outubro de 2005 - 19 de junho de 2014: Sua Alteza Real, a Infanta Leonor de Espanha
- 19 de junho de 2014 - presente: Sua Alteza Real, a Princesa das Astúrias
  - 19 de junho de 2014 - presente: Sua Alteza Real, a Princesa de Girona
  - 19 de junho de 2014 - presente: Sua Alteza Real, a Princesa de Viana

O título real integral de Leonor lê-se: "Sua Alteza Real, a Princesa Leonor, Princesa das Astúrias, Princesa de Girona, Princesa de Viana, Duquesa de Montblanc, Condessa de Cervera e Senhora de Balaguer." 

## Honras

### Honras de Espanha
| Reino   | Data | Grau          | Condecoração                           |
| ------- | ---- | ------------- | -------------------------------------- |
| Espanha | 2015 | Dama de Colar | Insigne Ordem do Tosão de Ouro         |
| Espanha | 2023 | Dama de Colar | Real e Distinguida Ordem de Carlos III |

## Outros títulos
| Reino   | Data                | Cargo      | Instituição                    |
| ------- | ------------------- | ---------- | ------------------------------ |
| Espanha | 19 de junho de 2014 | Presidente | Fundação Princesa das Astúrias |
| Espanha | 19 de junho de 2014 | Presidente | Fundação Princesa de Girona    |